# Campionato lussemburghese di pallavolo femminile
Il campionato lussemburghese di pallavolo femminile è un insieme di tornei pallavolistici per squadre di club lussemburghesi, istituiti dalla FLVB.

## Struttura
- Campionati nazionali professionistici:

Division Nationale: a girone unico, partecipano otto squadre.
- Campionati nazionali non professionistici:

Division 1: a girone unico, partecipano otto squadre.
Division 2: a girone unico, partecipano otto squadre.
Division 3: a due gironi, partecipano nove squadre.